# Elizabeth Orchard
Elizabeth Orchard (26 de noviembre de 1985) es una deportista neozelandesa que compitió en triatlón. Ganó una medalla de bronce en el Campeonato Mundial de Xterra Triatlón de 2018, y una medalla de bronce en el Campeonato Europeo de Xterra Triatlón de 2017.

## Palmarés internacional
| Campeonato Mundial | Campeonato Mundial     | Campeonato Mundial | Campeonato Mundial |
| Año                | Lugar                  | Medalla            | Prueba             |
| ------------------ | ---------------------- | ------------------ | ------------------ |
| 2018               | Maui (Estados Unidos)  | Medalla de bronce  | Individual         |
| Campeonato Europeo |                        |                    |                    |
| Año                | Lugar                  | Medalla            | Prueba             |
| 2017               | Møns Klint (Dinamarca) | Medalla de bronce  | Individual         |